# Richland City
Richland City – miasto w Stanach Zjednoczonych, w stanie Indiana, w hrabstwie Spencer.